# Megacorma
Megacorma là một chi loài bướm đêm thuộc họ Sphingidae.

## Các loài
- Megacorma hoffmani Eitschberger, 2007
- Megacorma iorioi Eitschberger, 2003
- Megacorma obliqua (Walker, 1856)
- Megacorma remota Jordan, 1924
- Megacorma schroederi Eitschberger, 1999